# El Queremal
El Queremal es un centro poblado del municipio de Dagua, Valle del Cauca, Colombia. 
Está ubicado aproximadamente a 47 km de la capital vallecaucana,  Cali y está a 1,450 m sobre el nivel del mar. El centro poblado está situada en la parte superior de la vía antigua Cali - Buenaventura y está aproximadamente a 99 km de Buenaventura.

## Toponimia
El nombre "El Queremal" proviene la planta local Cavendishia quereme.

## Geografía
El clima es subtropical con una gama de temperatura de 18° a 24 °C (64° a 75 °F) y con una precipitación anual de aproximadamente 2,000 mm.  Este clima es posible debido a la convergencia de aire húmedo del Pacífico con la Cordillera Occidental.  
El Río del San Juan atraviesa el área, empezando en los Farallones de Cali y desembocando en el Río Dagua, el cual hace parte  del más grande drenaje del río Anchicayá.